# Destin Daniel Cretton

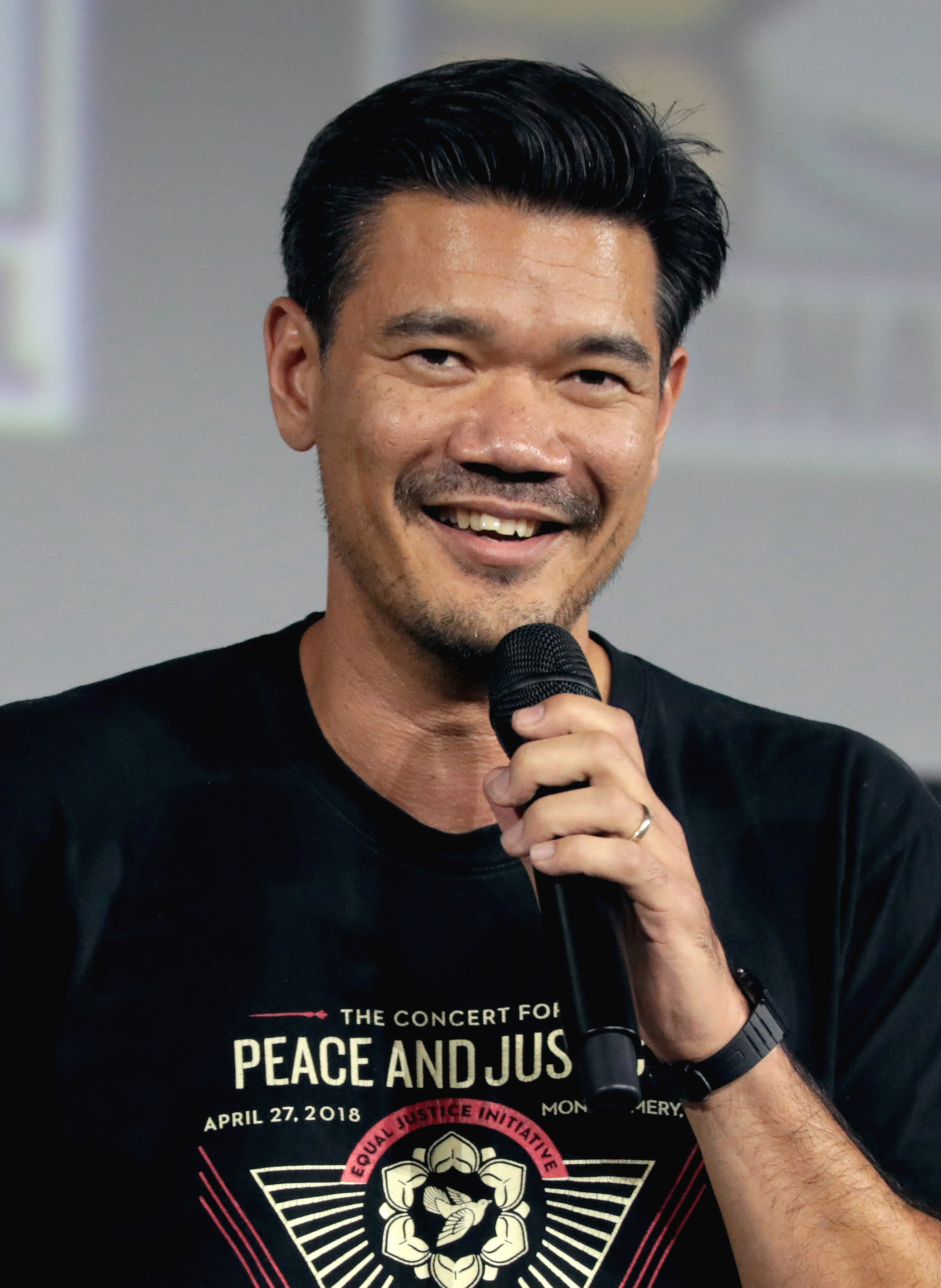
Destin Daniel Cretton auf der San Diego Comic-Con im Juli 2019

Destin Daniel Cretton (* 23. November 1978 in Haiku, Hawaii) ist ein US-amerikanischer Regisseur, Drehbuchautor und Produzent.

## Leben und Karriere
Cretton wurde 1978 in Haiku auf der hawaiianischen Insel Maui als Sohn von Janice Harue Cretton, einer japanisch-amerikanischen Friseurin, und Daniel Cretton, einem Feuerwehrmann irischer und slowakischer Abstammung, geboren. Er hat fünf Geschwister. Später zog er nach San Diego, um an der Point Loma Nazarene University Kommunikationswissenschaften zu studieren. Hier lernte er nach eigenen Aussagen die Filme von Lars von Trier kennen. Nach seinem Abschluss arbeitete Cretton zwei Jahre als Angestellter in einer Einrichtung für Jugendliche.
Für seinen Film Short Term 12 wurde er mehrfach ausgezeichnet, so beim Sundance Film Festival 2009 mit dem Short Film Grand Jury Prize. Bei I Am Not a Hipster, den er 2012 beim Sundance Film Festival vorstellte, schrieb er zudem das Drehbuch.
Im Jahr 2014 wurde Cretton beauftragt, ein neues Drehbuch für Schloss aus Glas zu schreiben und Regie zu führen. Es handelt sich dabei um eine Adaption des gleichnamigen Bestsellers von Jeannette Walls. Der Film wurde 2017 veröffentlicht. Hiernach drehte Cretton den Film Just Mercy mit Brie Larson und Michael B. Jordan in den Hauptrollen, der auf Bryan Stevensons Bestseller Just Mercy: A Story of Justice and Redemption basiert. Der Film soll im September 2019 im Rahmen des Toronto International Film Festival 2019 seine Premiere feiern.
Im März 2019 wurde Cretton von Marvel Studios engagiert, um Shang-Chi and the Legend of the Ten Rings zu drehen, der den 25. Spielfilm innerhalb des Marvel Cinematic Universe darstellt und darin der erste Film des Franchise mit einem aus Asien stammenden Protagonisten ist.
Bei Schloss aus Glas und Just Mercy war Cretton neben seiner Tätigkeit als Regisseur auch mit der Adaption von zumeist autobiografischen Romanen betraut.

## Filmografie (Auswahl)
- 2008: Short Term 12 (Kurzfilm, Regie, Drehbuch, Produktion, Schnitt)
- 2012: I Am Not a Hipster (Regie, Drehbuch, Produktion, Schnitt)
- 2013: Short Term 12 – Stille Helden (Short Term 12, Regie, Drehbuch)
- 2017: Die Hütte – Ein Wochenende mit Gott (The Shack, Drehbuch)
- 2017: Schloss aus Glas (The Glass Castle, Regie, Drehbuch)
- 2019: Just Mercy (Regie, Drehbuch)
- 2021: Shang-Chi and the Legend of the Ten Rings (Regie, Drehbuch)

## Auszeichnungen (Auswahl)
Chicago International Film Festival
- 2019: Auszeichnung mit dem Publikumspreis (Just Mercy)[6]

Heartland International Film Festival
- 2019: Auszeichnung mit dem Audience Choice Award – Special Presentation (Just Mercy)
- 2019: Auszeichnung mit dem Overall Audience Choice Award (Just Mercy)[7]

Sundance Film Festival
- 2009: Auszeichnung mit dem Short Film Grand Jury Prize (Short Term 12)
- 2012: Nominierung für den Publikumspreis – Best of Next! (I Am Not a Hipster)